# چوپان پیر
چوپان پیر کتابی از جک شیفر با ترجمهٔ حوری بختیاری است که در سال ۱۳۶۶ منتشر و در مراسم کتاب سال جمهوری اسلامی ایران به‌عنوان کتاب برگزیده معرفی شد.